# André Mocquereau
André Mocquereau, né à La Tessoualle le 6 juin 1849 et mort à Solesmes le 18 janvier 1930, est un moine français à l'abbaye Saint-Pierre de Solesmes, musicologue grégorien, qui avait une grande influence sur la restauration du chant grégorien avec son immense qualité comme musicien et considéré à ce titre comme le "père de la paléographie musicale".
Ses études scientifiques réussirent notamment à cesser l'usage de l'édition néo-médicéenne auprès du Vatican en 1901.

## Biographie

### Naissance et formation

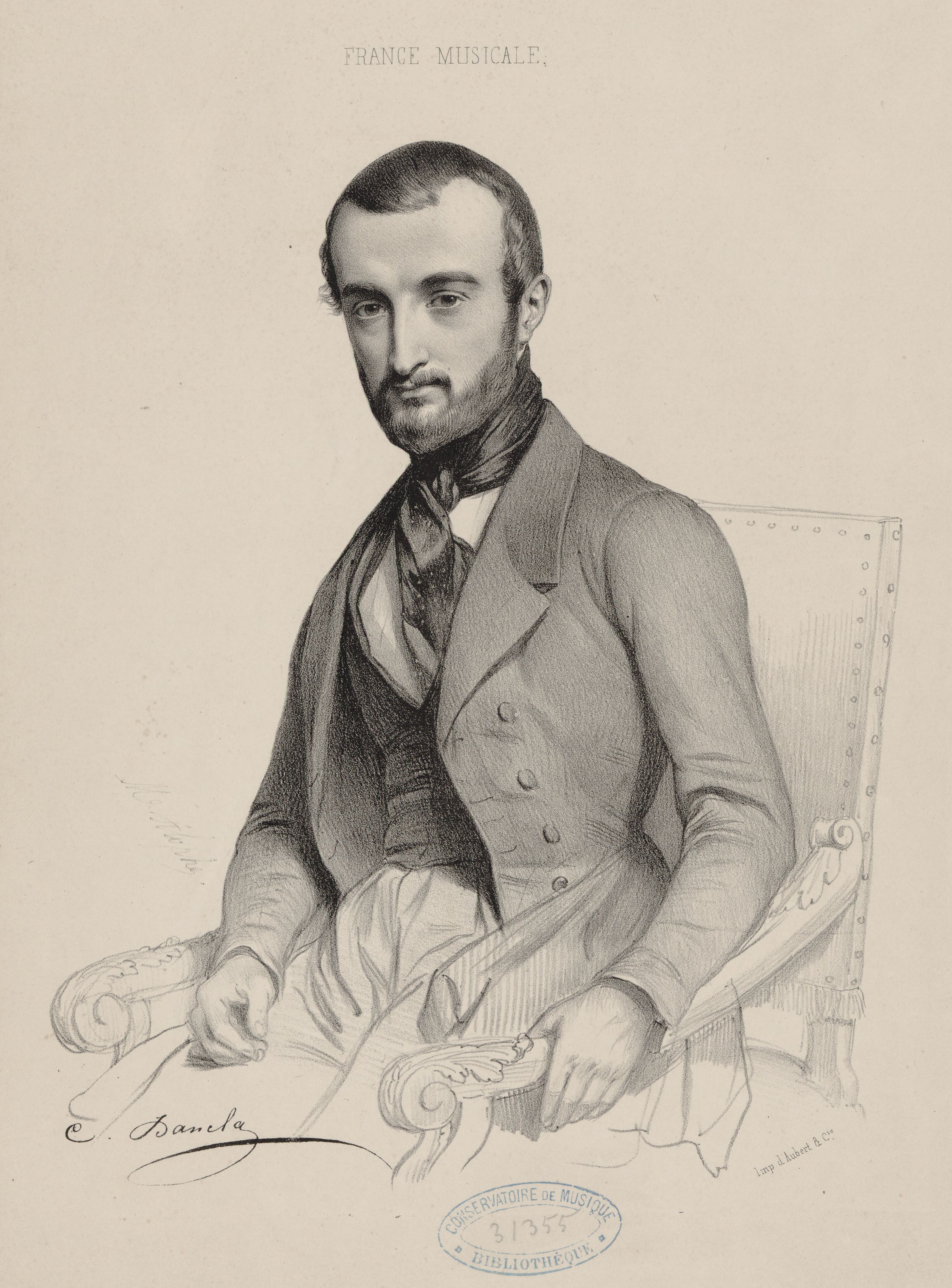
La formation musicale de bonne qualité d'André Mocquereau fut effectuée par Charles Dancla, célèbre violoniste.

André Mocquereau naquit à la Tessoualle le 6 juin 1849. Son père était médecin,,.
Après la naissance d'André, la fonction de son père favorisa un déplacement de la famille vers Cholet où André passa principalement son enfance. On connaît cependant peu de détail.

### Violoncelliste
Le jeune André s'intéressait de la musique classique. En tant que violoncelliste, celui-ci l'aimait, en jouant surtout la musique de chambre de Wolfgang Amadeus Mozart, de Joseph Haydn, de Ludwig van Beethoven. La musique d'Hector Berlioz passionnait également ce jeune musicien.
Son professeur était Charles Dancla. À Cholet, il participait régulièrement à l'exécution de l'orchestre local sous la direction de Dancla. En appréciant le talent de jeune exécutant, cet enseignant auprès du conservatoire de Paris souhaitait qu'André y vienne.

### Arrivée à Solesmes
Toutefois, le jeune André sélectionna un autre chemin, une véritable vie monastique. En effet, une de ses sœurs était devenue moniale de l'abbaye Sainte-Cécile de Solesmes en 1873. Celle-ci demeurait également musicienne, comme organiste du monastère. La première abbesse Cécile Bruyère y réalisait une liturgie si spirituelle et artistique, en collaboration avec Dom Prosper Guéranger.

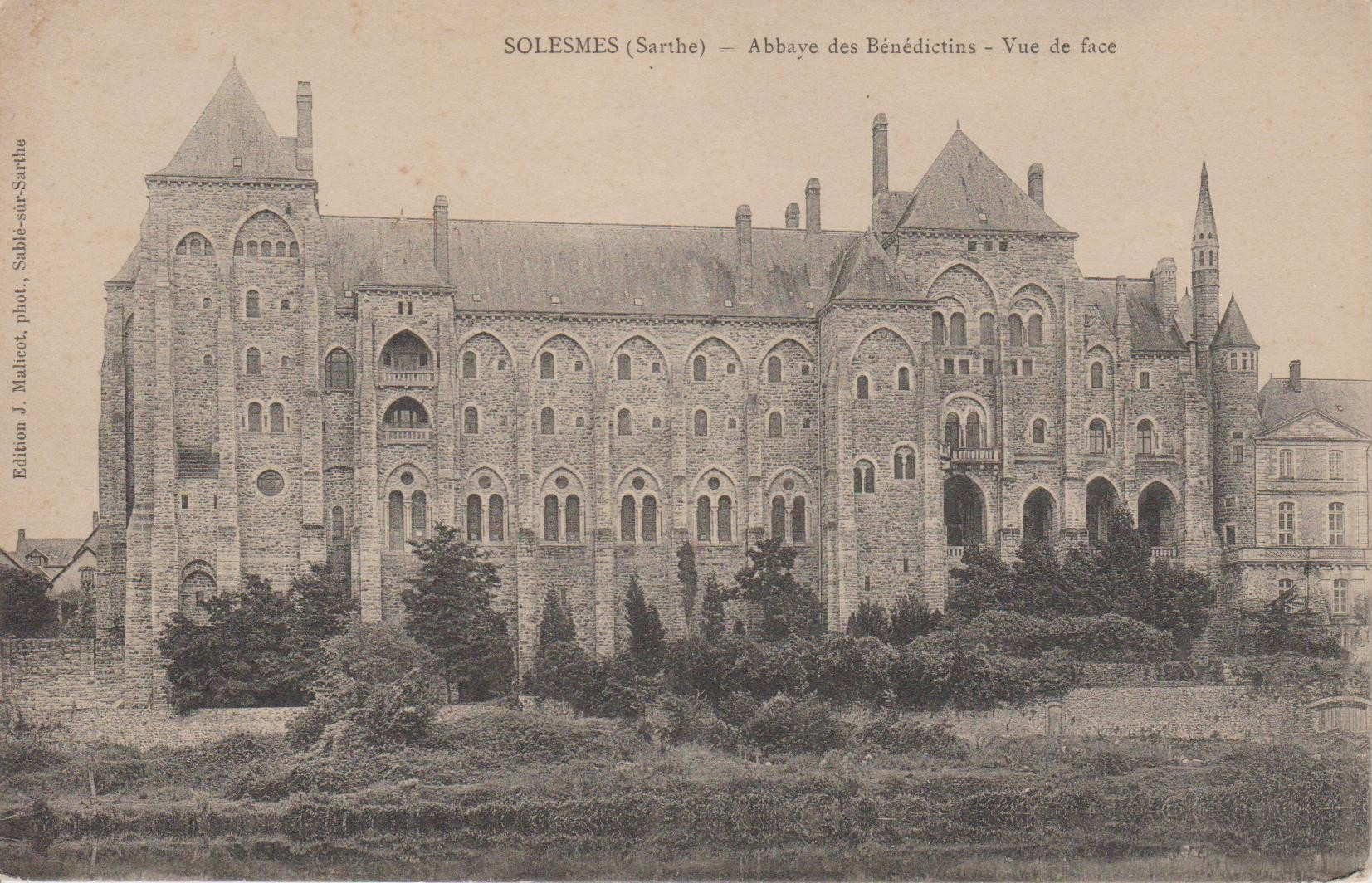
Depuis 1875, André Mocquereau passait toute sa vie en tant que serviteur de Dieu et que moine bénédictin de Solesmes.

Après y avoir fréquenté, André Mocquereau aussi frappa la porte de l'abbaye Saint-Pierre de Solesmes le 22 juillet 1875, à l'âge de 26 ans.
Selon plusieurs documents, cet ancien violoncelliste ait reçu son ordination sacerdotale en 1879, à savoir, seulement quatre ans après son arrivée. Encore faut-il établir la date de l'ordination, avec des documents sûrs à l'époque.
Dès l'ordination, Dom Mocquereau était chargé de soutenir les tâches de Dom Joseph Pothier qui y engageait la restauration du chant grégorien depuis 1860. Le jeune musicologue contribuera surtout à réviser son Liber gradualis (2e édition sortie en 1895), initialement publié en 1883.
Dom Louis-Charles Couturier, élu abbé juste avant l'arrivée d'André Mocquereau en 1875, appréciait le talent musical de ce jeune musicien. Il décida de créer formellement la schola en 1889, et nomma celui-ci maître de chœur. À la suite de la fondation de la Paléographie musicale, le directeur de cette dernière et maître sont identiques à Solesmes, traditionnellement. C'est-à-dire, le responsable de l'étude et celui de l'exécution sont toujours assurés par le même personnel, sauf quelques périodes particulières. Il est important qu'à Solesmes, la célébration du chant grégorien soit en conséquence étroitement liée aux études.

### Création de la revuePaléographie musicale

#### Fondation
Fils de médecin, André Mocquereau possédait également une caractéristique scientifique. Soutenu par l'abbé Dom Couturier, le jeune musicologue songeait un projet, catalogue de principaux manuscrits d'anciens chants liturgiques en fac-similé. Cette publication assurera des études plus systématiques. Il est possible, d'après Jules Combarieu, que Dom Mocquereau eût été inspiré par l'Album Paléographique (1887) de la Sociéte de l'École des chartes ainsi que son titre.
Une fois le projet déclaré, la plupart de moines de Solesmes exprimèrent leur désaccord, car le financement de l'abbaye devint, à cette époque-là, plus grave. En cas d'échec, le monastère risquerait de disparaître. D'autre part, Dom Joseph Pothier n'hésitait pas à ajouter de nombreuses raisons contre ce projet. En fait, il craignait que son Liber gradualis (1883) ne soit ruiné avec un nombre considérable de fautes présumées, à la suite de la publication de cette revue. L'opposition était si forte que Dom Mocquereau et l'abbé avaient besoin de leur vœu : le premier exemplaire sera dédié à Notre Dame de Chartres s'ils réussissent.
Si la publication fut finalement tenue, c'était grâce à l'intervention de moines bénédictins en haut rang. Il s'agissait du cardinal Jean-Baptiste-François Pitra résidant à Rome ainsi que de Dom Fernand Cabrol, Dom Paul Cagin.
De surcroît, Alexandre Guilmant envoya son approbation pour le Recueil de Paléographie musicale, le 19 octobre 1888, au directeur de Solesmes. Ce dernier lui avait en effet demandé d'examiner et d'évaluer la publication de celui-ci. Sans attendre sa réponse, Guilmant fit le souscrire auprès du Comité de la société des compositeurs de musique.
En profitant des circonstances favorables, le recueil trimestriel Paléographie musicale apparut en janvier 1889. Les huit premiers recueils en faveur de l'abonnement (jusqu'en octobre 1890) furent intégrés en un seul tome de livre, déjà en 1889 (tome I).
L'année suivante de la première publication, l'abbé Couturier passa de vie à trépas. Le vœu de Dom Couturier fut achevé par le directeur et le nouvel abbé Dom Paul Delatte à Chartres.
Le premier succès de cette publication s'illustrait de l'appréciation de plusieurs académies européennes, grâce à sa caractéristique scientifique.

#### Premier objectif contre l'édition de Ratisbonne
Dans la deuxième moitié du XIXe siècle, la chapelle Sixtine du Vatican utilisait une édition de plain-chant, néo-médicéenne, issue de l'édition allemande publiée à Ratisbonne. Édition faussement attribuée à saint Grégoire Ier ainsi qu'à Giovanni Pierluigi da Palestrina, le pape Léon XIII n'admettait que celle-ci à Rome. Il s'agissait d'une véritable obstacle pour l'abbaye bénédictine.
Le directeur de l'atelier avait une stratégie. Afin de comparer avec l'édition néo-médicéenne, il analysa la mélodie du répons graduel Justus ut palma dans 219 manuscrits anciens du chant grégorien. Les volumes II (1891) et III (1892) se consacraient principalement aux comparaisons de notations entre les deux éditions, selon lesquelles l'irrégularité de la version de Ratisbonne était indiscutable :
[lire en ligne (tome II, p. 40 - 41, voir aussi d'autres pages, 1892]
L'usage de l'édition de Solesmes était de plus en plus et effectivement établi, même auprès des religieux à Rome, à la suite de cette comparaison. En 1900, Jules Combarieu put conclure, avant que le privilège de Ratisbonne n'expire en 1901 : « Leur objectif initial (abandonné aujourd'hui, j'imagine, comme pleinement atteint) était montrer que les éditions de chant, généralement en usage et même recommandées par la Cour de Rome, n'était ni conformes à la tradition, ni gramaticalement correctes. »

#### Soutien par le Saint-Siège
Dans son livre concernant l'histoire de l'abbaye Saint-Pierre de Solesmes, Histoire de la restauration du chant grégorien d'après des documents inédits - Solesmes et l'Édition Vaticane (1969), Dom Pierre Combe de cette abbaye présentait une lettre de l'abbé Paul Delatte rédigée en 1901. Comme l'auteur de l'histoire ne mentionnait celle-ci que comme appendice à la fin du livre, il n'est pas certain qu'il s'agît d'une réponse destinée au Saint-Siège, ou d'un document à partir du monastère. Dom Combe ne citait en effet qu'un extrait court, sans préciser la caractéristique du document dans le texte. Cependant, il est évident que l'optique de la revue devint justification scientifique de l'édition de Solesmes par le manuscrit :

« Le Premier volume publié fut un Antiphonale Missalum (142 pages in-4°) de la Bibliothèque de cette abbaye de Saint-Gall qui reçut directement de Rome, vers 790, le chant romain. La comparaison entre ce manuscrit & notre Liber Gradualis pouvait que nous avions réimprimé, note par note, groupe par groupe, les vraies mélodies de l'Église Romaine. »

— Mémoire de Dom Delatte à Léon XIII, Solesmes, 1901, p. 7, But de la Paléographie musicale
Le Vatican aurait formellement autorisé la Paléographie musicale en 1903, à la suite de l'élection du pape Pie X. Il est probable que la lettre de l'abbé Paul Delatte avait contribué en faveur de cette autorisation.
On peut expliquer la centralisation de la liturgie de l'Église au début du XXe siècle, avec les études scientifiques de la Paléographie en faveur du chant grégorien. Sinon, le saint pape Pie X n'aurait pas été capable d'obliger l'usage de ce chant dans toutes les églises catholiques, pour la première fois dans son histoire.

#### Toujours revue scientifique
Une fois l'édition de Ratisbonne convaincue, la revue restait en conséquence contribuer dans le domaine académique. Dom Mocquereau présentait continuellement ses études dans cette revue ainsi que la Revue grégorienne éditée par l'un de ses amis Norbert-Georges-Pierre Rousseau. En raison de son ancienne opposition, Dom Joseph Pothier profitant de la Revue du chant grégorien  ne fut jamais accueilli auprès de la Paléographie.
Durant la fonction de ce directeur, la publication était tenue en deux formes, en tant que revue trimestrielle en faveur d'abonnement ainsi que comme version définitive. Plus précisément, ces deux formes coexistaient jusqu'en octobre 1956.
À partir du mois de juillet 1904, la revue commença à indiquer le nom de Dom Mocquereau en tant que directeur et auteur. En effet, il était vraiment difficile à mentionner et à citer les articles de la Paléographie dans l'optique académique, sans nom de l'auteur. Auparavant, en raison de la foi, aucun nom y était présenté.
Sa manière, publication des manuscrits en phototypies, affecte toujours celles de musicologues respectant l'édition critique. Ainsi, le prêtre espagnol Higinio Anglés sortit sa publication monumentale du codex Las Huelgas en 1931, avec de nombreuses pages en fac-similé.
Avant son décès, le musicologue sortit jusqu'au tome XIII. De nos jours, avec les Études grégoriennes, la Paléographie musicale demeure encore la principale publication scientifique de Solesmes.

### Grand bouleversement à Rome en 1890

#### Découvert du chant vieux-romain
Au début de l'année 1890, Dom André Mocquereau partit de Solesmes, afin de chercher les manuscrits les plus sûrs dans les archives pontificales à Rome. Le directeur de l'atelier et son collègue Dom Cabrol y découvrirent trois livres de chant assez bizarres desquels leurs mélodies tantôt ressemblent à celles du chant grégorien tantôt sont loin d'être en grégorien [notation en ligne (latin 5319)]. Il s'agissait d'un manuscrit au sein de la bibliothèque apostolique vaticane (latin 5319) ainsi que ceux des Archivio di San Pietro (B79 et F22).
Tout de suite, le directeur de l'atelier renseigna cette découverte à son abbaye. Puis, il la publia dans la Paléographie musicale tome II, p. 4 - 9, note no 1 (1891) : [lire en ligne]
Il faut que cette attitude scientifique de Dom Moquereau soit correctement appréciée. Car, à cette époque-là, celui-ci était en train de lutter contre l'édition de Ratisbonne commettant d'un grand nombre d'irrégularités, au contraire du chant grégorien conservant une uniformité exceptionnelle jusqu'à la Renaissance.
Difficulté, cela était que personne n'était capable d'expliquer pourquoi existent les deux versions desquelles le texte demeure parfaitement identique, jusqu'à ce qu'un musicologue allemand, Bruno Stäblein, établisse son hypothèse en 1950. Il s'agit de l'ancien chant papal avant que le chant grégorien ne soit composé. Certes, Dom Mocquereau nous quitta avant l'identification du chant. Cependant, s'il n'avait pas attentivement cherché les livres de chant en 1890, ces manuscrits seraient cachés encore au sein des archives pontificales ou auraient été perdus. En fait, même au début du XXIe siècle, il n'en reste que cinq exemplaires.

#### Succès de la schola auprès du Séminaire français
Il existe une autre raison pour laquelle Dom Mocquereau visita la ville éternelle. Avec sa Paléographie musicale, il lui fallait obtenir l'autorisation de l'usage du chant grégorien au sein du Saint-Siège. Dans cette optique, il réalisa un entretien avec Père de Santi, chargé par le pape Léon XIII de défendre l'édition néo-médicéenne, mais en vain. Le maître de chapelle de Solesmes sut toutefois que voulait la vérité ce musicologue autrichien et responsable du chant liturgique du Vatican. En effet, toutes les deux éditions, celle de Ratisbonne (1861) et celle de Solesmes (1883), accentuaient qu'il s'agissait du chant authentique composé par le pape saint Grégoire le Grand, en dépit de leurs mélodies considérablement différentes.

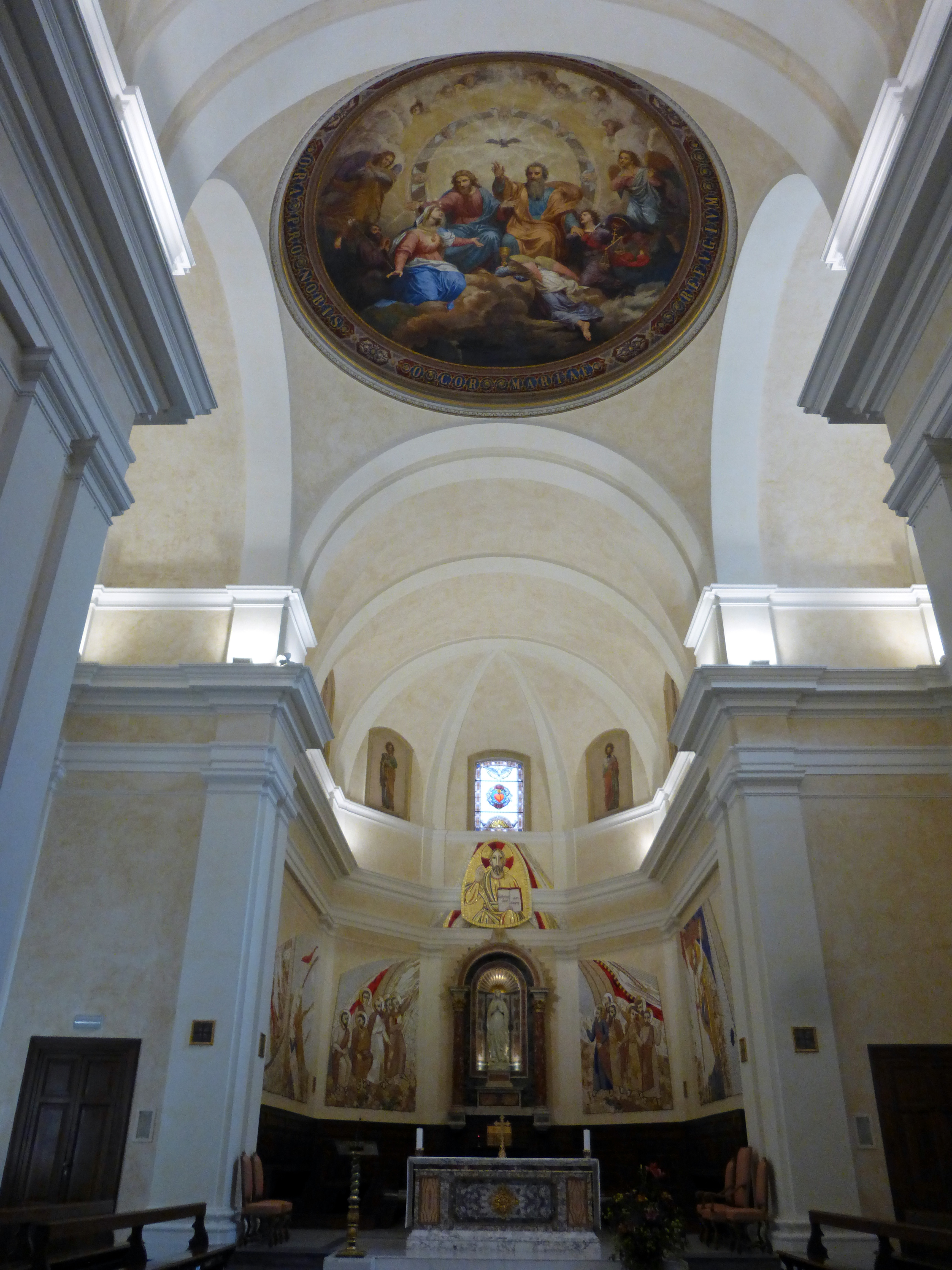
Séminaire français. Avec sa schola grégorienne provisoire, Dom André Mocquereau réussi à convaincre de nombreux religieux demeurant à Rome, enfin le pape Léon XIII.

Par ailleurs, en bénéficiant de cette visite du maître de chapelle de Solesmes, le supérieur du Séminaire français de Rome lui demanda une session grégorienne ainsi qu'une célébration chantée dans la messe du dimanche de Lætare. Le maître accepta cette proposition, à condition qu'une schola soit provisoirement organisée avec une dizaine d'élèves, afin de conserver une qualité d'articulation. Puis, une autre exécution fut effectuée, en faveur de nombreux religieux en haut rang à Rome. À la suite de cette célébration, le directeur de Solesmes obtint deux collaborateurs importants : Père de Santi ainsi que Baron Rudolf Kanzler, membre de la commission pontificale d'archéologie sacrée. En effet, ces deux personnages visitèrent la chambre de Dom Mocquereau, après la célébration sans délai. Le Baron Kanzler s'y abonna à la Paléographie tandis que Don de Santi, quant à lui, dit au moine de Solesmes : « il est évident que ce chant sera un jour celui de l'Église romaine ». De surcroît, le supérieur du séminaire décida de maintenir cette schola qui viendrait l'un de meilleurs chœurs à la ville éternelle.
L'année suivante, de nouveau à Rome, Dom Mocquereau réussit à bouleverser la situation. Lors du congrès du centenaire de l'exaltation de saint Grégoire le Grand, la schola grégorienne du séminaire effectua son exécution, sous la direction de son fondateur Mocquereau les 11 et 12 avril 1891, dédiée à la solennité de saint Grégoire. Non seulement le pape Léon XIII exprima son haut contentement, s'il était absent parmi les célébrants, mais également ordonna, plus tard en octobre, à la Congrégation des rites de revoir le règlement attribué à l'édition néo-médicéenne. Il s'agissait de la première conversion de ce pape, toujours opposant à la réforme d'après le chant grégorien.
En faveur de son nouvel ami de Solesmes, Don de Santi subit une sanction considérabre posée par Léon XIII. Durant un an environ, il fut interdit non seulement de demeurer à Rome mais aussi d'accéder au Vatican.
L'abbaye Saint-Pierre fut finalement récompensée. En 1901, le Saint-Siège ne renouvela pas le privilège octroyé à l'édition de Ratisbonne. Deux ans plus tard, le successeur de Léon XIII autorisera le chant grégorien restauré, en tant que le chant de l'Église.

### Formation de jeunes musiciens
En dépit de plusieurs fonctions dans son abbaye, André Mocquereau n'hésitait pas à y accueillir de nombreux jeunes musiciens et à leur effectuer les enseignements. Cependant, l'exil de son monastère vers l'Angleterre interrompit tout à coup cette activité pédagogique. Certains devinrent collaborateurs intimes de Dom Mocquereau, qui défendaient son professeur et la restauration du chant grégorien.

### Exil en Angleterre en 1901

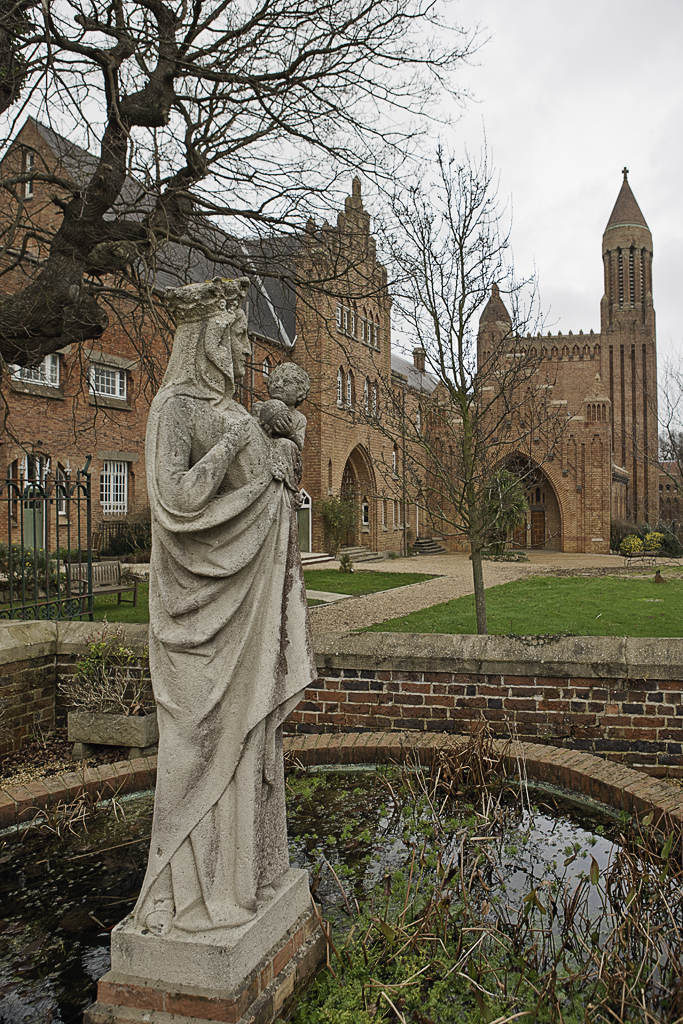
Abbaye Notre-Dame de Quarr à laquelle Dom Mocquereau était en exil.

Au contraire de la situation favorable au sein du Vatican, Dom Mocquereau subit énormément l'effet de la loi sur les associations du 1er juillet 1901 provoquant l'exil de son abbaye en Angleterre. Cet événement causa beaucoup de difficultés auprès de l'atelier, notamment la publication de sa Paléographie musicale. Au lieu de la propre imprimerie du monastère, il fallait la confier désormais aux éditions Desclée en Belgique. De surcroît, bien que le directeur préparât le tome VII, il dut repousser la partie de ses phototypies jusqu'en 1905, en tant que tome VIII.
Or, à la suite de l'arrivée de nouveau abbé Dom Germain Cozien en 1921, les moines en exil commencèrent à retourner à Solesmes. Dom Mocquereau put regagner son propre atelier de l'abbaye Saint-Pierre à la fin du mois de septembre 1922.
Dans cette année, en 1922, une collaboration avec le cardinal-archevêque de Paris Louis-Ernest Dubois réalisa un congrès consacré au chant grégorien à Paris. Cette conférence ayant eu le vent en poupe était un véritable symbole de la rentrée des moines de Solemes, y compris Dom Mocquereau, en France.

### Membre de la première commission de l'Édition Vaticane en 1904

#### Nomination de Dom André Mocquereau par le pape saint Pie X et sa fonction particulière
Aussitôt élu, le pape saint Pie X lança sa reforme liturgique avec son intention de l'Édition Vaticane en 1904.
Puis, le Saint-Père créa, le 25 avril, une commission pontificale composée de dix membres dont Dom Mocquereau ainsi que de dix consulteurs. Parmi eux, le directeur de l'atelier de Solesmes possédait, particulièrement, une double fonction :
1. Sous la direction de Dom Mocquereau, l'atelier de la Paléographie musicale de Solesmes devait préparer les notations requises parmi de nombreux manuscrits grégoriens.
2. Puis, la commission était chargée d'examiner ces notations et de sélectionner la mélodie convenable et définitive, en faveur de la publication du Saint-Siège.

À savoir, la préparation des notations selon les manuscrits par les moines de Solesmes était indispensable pour la publication de l'Édition Vaticane. S'il s'agissait des tâches honorables, l'abbaye devait en effectuer gracieusement. Au contraire, toutes les éditions pourraient faire gratuitement leur réimpression, à condition de respecter les règles posées par le Vatican.
D'après l'hebdomadaire The Tablet, la commission était tenue non seulement à la ville éternelle mais également à l'abbaye Notre-Dame de Quarr, chez Dom Mocquereau, afin de faciliter la consultation des manuscrits.

#### Absence de Dom Mocquereau à Rome
La commission pontificale sortit son premier livre du chant grégorien, un kyriale, en 1905. À cause d'un grand nombre de variantes de manuscrits, elle fut considérablement désunie : certains membres voulaient adopter des manuscrits tardifs en admettant l'évolution musicale alors que Dom Mocquereau, représentant de Solesmes, respectait toujours les manuscrits les plus anciens. La publication fut donc effectuée, sans accord en entier.

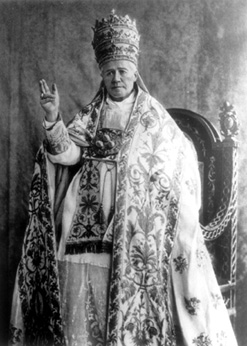
Élu membre de la commission pontificale par saint Pie X, Dom Mocquereau dut cesser sa collaboration en 1905.

Mécontents, plusieurs membres ne se présentèrent plus à la commission. Travaux gratuits, l'abbaye Saint-Pierre aussi commença à réfléchir. Depuis le mois de juin 1904, Dom Pothier et d'autres membres opposaient fortement aux signes rythmiques développes par dom Mocquereau (voir aussi le paragraphe suivant). Le conflit entre ce dernier et Dom Pothier, depuis la création de la Paléographie musicale, était aggravé par celui des deux monastères, Solesmes et Saint-Wandrille. Pour la collaboration, la situation devint vraiment délicate.
Finalement, l'abbaye justifia formellement sa suspension entière. Avec une forte intention de l'abbé dom Paul Delatte, une édition critique du chant grégorien, pour la première fois, était envisagée. Dans cette optique, plusieurs moines étaient chargés de photographier les manuscrites importants dans les archives de toute l'Europe, à l'exception de la France. Pour le directeur de l'atelier, il valait mieux se concentrer sur ce propre projet scientifique, en comparaison d'une synthèse moins correcte de Rome. Si l'atelier préparait encore quelques notations pour la publication suivante, un graduel, Dom Mocquereau cessa définitivement ses travaux en faveur de la commission en 1905, sous prétexte de plusieurs années nécessaires de ce projet.
À cette époque-là, personne n'était capable de remplacer l'atelier de Solesmes. Pour dom Pothier, il ne restait qu'une seule solution : son Liber gradualis publié en 1883. Aussi la rédaction du graduel (1908) et de l'antiphonaire (1912) de l'Édition Vaticane fut-elle effectuée, sans consulter des manuscrits ni profiter de dernières études, notamment celles de dom Mocquereau.

#### Rétablissement de collaboration
La réimpression accompagnée des signes rythmiques fut finalement autorisée par le Saint-Siège en 1911. Sitôt son antiphonaire publié en 1912, Dom Pothier ne restait plus à la ville éternelle. Avant son décès, saint Pie X effectua, en 1913, une création de la deuxième commission présidée par Dom Paolo Ferretti tandis que la première fut dissoute. L'année suivante, ce remplacement fut effectivement achevé.
Il ne restait plus d'obstacle afin que l'abbaye de Solesmes soutienne à nouveau le projet de l'Édition Vaticane. Quoique le membre de cette nouvelle commission demeure inconnu, Solesmes rétablit sa collaboration officielle, jusqu'à ce que le celui-ci se termine. Il est probable que Dom Mocquereau aussi aidait le projet, directement et indirectement, car les Typis polyglottis vaticanis sortirent son dernier livre de l'édition, un livre de chant consacré à la fête du Christ Roi, en 1926.

### Signes rythmiques etLiber usualis

#### Signes rythmiques
Dénaturalisé et devenu plain-chant, le chant grégorien était, dans ces dernières siècles, exécuté comme un chant en notes égales.

Cependant, en 1860 à Paris, le congrès pour la restauration du plain-chant et de la musique de l'Église adopta, pour la première fois, la théorie du chanoine Augustin-Mathurin Gontier du Mans : une musique entièrement naturelle et non en notes égales. L'abbaye Saint-Pierre de Solesmes suivait naturellement la théorie de son instructeur du chœur, chanoine Gontier.

Alors que dom Joseph Pothier restituait essentiellement l'articulation grégorienne selon le texte latin, son successeur dom André Mocquereau évoluait sa propre manière d'interprétation, rythmique, d'après son immense connaissance dans tous les domaines musicaux.
Puis, aussitôt élu en 1903, le saint pape Pie X effectua sa reforme concernant le chant liturgique, en officialisant formellement le chant grégorien. L'année suivante, celui-ci lança son projet de l'Édition Vaticane en tant qu'édition universelle de l'Église, une véritable centralisation des célébrations, en grégorien. Il s'agissait de la première version universelle dans toute l'histoire de l'Église romaine.
À savoir, à la suite de la réforme de saint Pie X, le chant grégorien, une musique monodique et modeste, devint subitement chant officiel duquel l'usage était dorénavant obligatoire dans toutes églises catholiques. D'où, il fallait des façons de sorte que les fidèles puissent accepter cette centralisation brutale, tel l'accompagnement d'orgue. Ainsi, le diocèse de Verdun adopta et autorisa formellement, en 1906, l'édition de Solesmes accompagnée des signes rythmiques, à la suite de plusieurs examens, en raison de plusieurs avantages : facilité de l'exécution, de l'apprentissage, efficacité d'enseignement pour les enfants.
On comprend que Dom Mocquereau, déjà maître de chœur de Solesmes, dût développer sa manière d'interprétation du chant grégorien en qualité de musicien éminent, en faveur de tous les fidèles et célébrants de l'Église catholique. Immensément, mais de plus en plus, la théorie devint plus compliquée, et destinée aux exécutants qui étaient capables de pratiquer une musique raffinée.
Pourtant, à partir des années 1950, Dom Eugène Cardine établit une nouvelle science, sémiologie grégorienne, en découvrant la nature propre du chant grégorien selon les neumes. Il devint évident que l'ancienne théorie commettait un grand nombre de contradictions. En bref, la théorie de Dom Mocquereau était construite à la base de la musique contemporaine. Ainsi, tout comme cette dernière, elle se commençait avec une note plus importante (ictus) alors que Dom Cardine découvert que le chant grégorien se caractérise de la première note moins importante. En fait, parfois, cette note disparaissait dans des manuscrits tardifs.
D'où, à partir des publications en 2005, l'abbaye de Solesmes supprime toujours les signes rythmiques, à l'exception des signes indiquant les notes moins importantes, tel l'Antiphonale monasticum.

#### Liber usualis
Voir aussi les références dans cet article principal.
Les premiers restaurateurs du chant grégorien éditaient, respectivement, leurs propres livres de chant en grégorien : dom Paul Jausions Directorium chori (1864) et dom Joseph Pothier Liber gradualis (1883). Il est normal que dom André Mocquereau préparât son livre de chant.

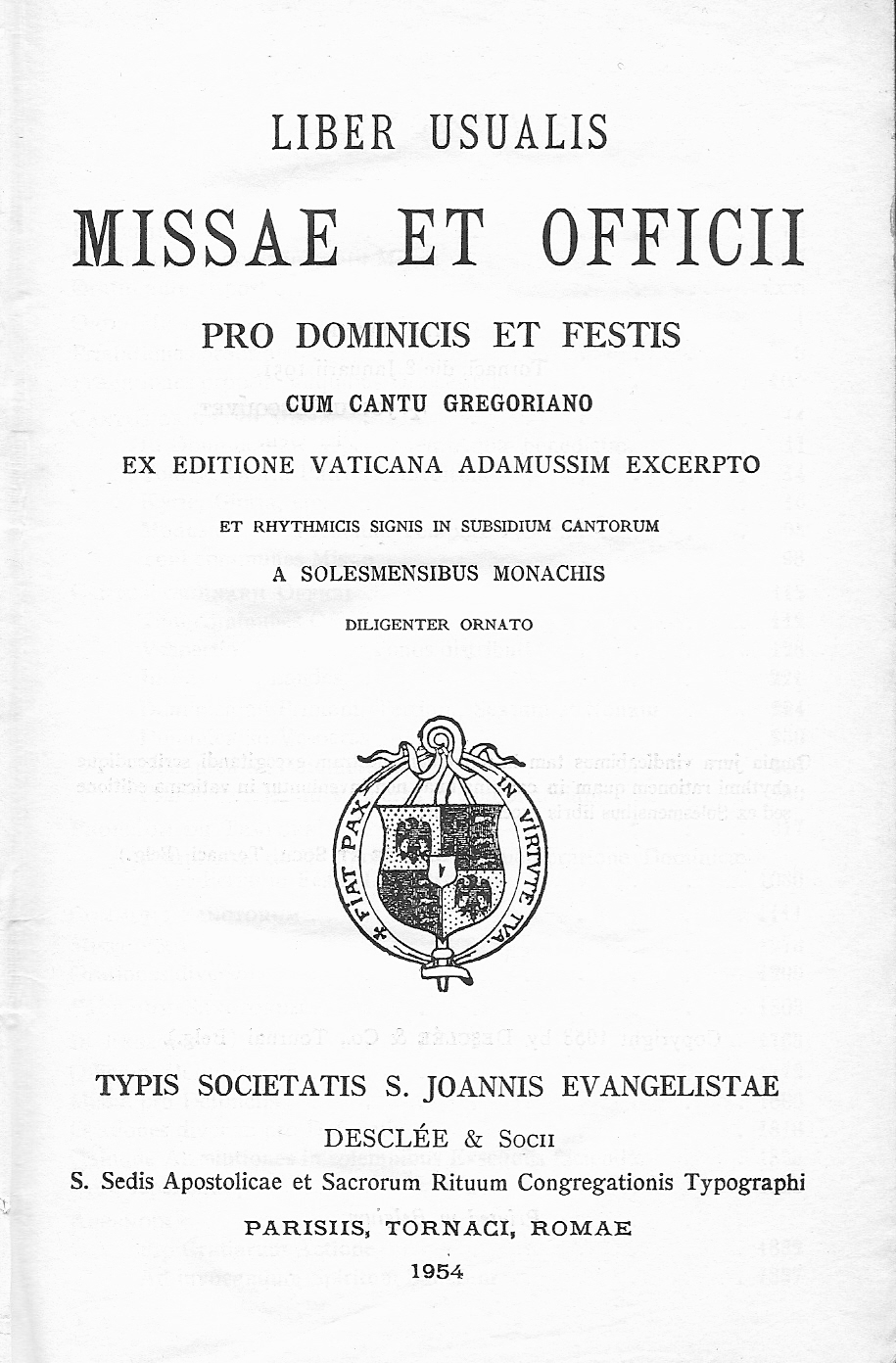
Liber usualis ... et rhythmicis signis in subsidium cantorum (1954).

Dans les années 1890, à la suite du succès de la Paléographie musicale, l'abbaye de Solesmes gagnait de plus en plus des souteneurs de la réforme liturgique et de la restauration du chant grégorien. En 1896, l'Imprimerie Saint-Pierre-de-Solesmes put sortir, sans hésitation, la première édition du Liber usualis, livre de chant enrichi et réservé non seulement aux monastères bénédictins mais également aux paroisses. Dans cette optique, la version française était particulièrement intitulée Paroissien romain, déjà existante.
L'élection du saint pape Pie X en 1903 favorisa cette publication. D'où, dom Mocquereau put publier deux nouvelles versions, avec l'avant-propos en français en 1903 ainsi que celle du latin en 1904. Désormais, la publication était confiée aux Éditions Desclée, l'une des éditions officielles du Saint-Siège. La version française était continuellement intitulée Paroissien romain, afin de lutter contre le gallicanisme. Toutefois, une fois l'Édition Vaticane lancée en 1904, la publication fut provisoirement et volontairement suspendue, pour la première fois, afin de conserver la cohérence avec de nouvelles éditions pontificales.
Enfin, grâce à une collaboration avec Norbert-Georges-Pierre Rousseau, l'abbaye obtint, le 11 avril 1911, l'autorisation du pape Pie X en faveur des éditions accompagnées des signes rythmiques. En 1913 et 1914, quatre versions furent sorties, avec ou sans signes rythmiques. Dorénavant, la publication des signes était formellement possible, d'après laquelle le Liber usualis avait une longue vie. À partir de 1920, selon la préférence des exécutants, les éditions rythmiques étaient toujours choisies.
Destiné à tous les pratiquants du chant grégorien, celui-ci eut le vent en poupe. Si l'abbaye Saint-Pierre n'obtint aucun financement avec l'Édition Vaticane, il était important que le livre de dom Mocquereau assurât une ressource considérable à son monastère.
Même après son décès, ce livre de chant était continuellement révisé, afin d'adapter aux modifications de la liturgie des Heures, notamment celles des fêtes sanctorales.
Certes, un musicologue grégorien Johannes Overath publia, en 1953, une nouvelle republication de graduel de l'Édition Vaticane avec ses signes mora. Toutefois, devant le mur du Liber usualis, cette édition ne put pas obtenir son influence 
Finalement, c'était le concile Vatican II qui fit cesser l'usage et la publication du Liber usualis. Car, d'une part, l'autorisation de la langue vulgaire limita considérablement la pratique de la messe en grégorien. D'autre part, ce bouleversement provoqua une chute libre de vente auprès des éditions Desclée, notamment celle du Libre usualis.
La dernière version fut en conséquence sortie en 1964.

#### Influence de Vincent d'Indy
Moine bénédictin, il ne restait cependant pas isolé des compositeurs contemporaines. Récemment, un musicologue américain, Daniel K. S. Walden auprès de l'université Harvard, établit une influence important de Vincent d'Indy sur ce sujet théorie de rythme, si leurs interprétations demeuraient différentes (sa thèse est disponible en ligne, y compris une lettre d'Indy datée le 31 mars 1931 à Paris). D'après cette étude, ceux qui concernent étaient les œuvres liturgiques de Camille Saint-Saëns, de Gabriel Fauré, de Claude Debussy, de Maurice Ravel, sous influence du rythme livre de chant grégorien tandis que celles de Felix Mendelssohn, d'Edvard Grieg, de Joseph Rheinberger étaient également examinées par ces musicologues.

### Dernière élève, Justine Ward

#### Congrès international du chant grégorien en 1920
Après avoir constaté une pauvreté du chant liturgique catholique aux États-Unis, Justine Ward trouva une solution, inspirée par la réforme liturgique du pape saint Pie X. C'est la raison pour laquelle elle était en train de développer sa propre méthode pédagogique pour les enfants, à la base du chant grégorien.

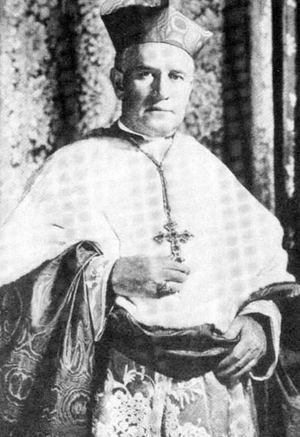
Depuis le congrès international de New York, le cardinal Patrick Joseph Hayes restait l'un des souteneurs les plus importants de dom Mocquereau aux États-Unis, en faveur d'une meilleure exécution du chant liturgique.

Dom André Mocquereau reçut donc une invitation officielle de Justine Ward, en faveur du congrès international du chant grégorien à New York, prévu en 1920. Avec ses collaborateurs, elle était capable d'inaugurer cette conférence, à la suite d'un succès considérable de la création d'un institut. L'organisatrice considérait qu'il fallait une exécution authentique de chant grégorien lors du congrès aux États-Unis où la tradition de pratique du chant médiéval n'existait pas. C'est pourquoi cette invitation fut offerte. Si le musicologue hésitait encore en raison de son âge avancé, une recommandation officielle du cardinal-archevêque Patrick Joseph Hayes contribua à obtenir la décision de dom Mocquereau.
Tous les deux personnages, Mocquereau et Ward, pensaient que le chant grégorien est vraiment utile de sorte que les enfants puissent apprendre la musique liturgique et développer leur musicalité.
Puis, Justine Ward décida d'approfondir sa connaissance sur le chant grégorien. Dans cette optique, elle séjourna, du 10 mai 1921 au 3 février 1922, près de l'abbaye Notre-Dame de Quarr à laquelle Dom André Mocquereau demeurait avec d'autres moines. Afin de développer sa méthode, elle y reçut non seulement des cours personnels grégoriens mais également une spiritualité profonde. Désormais s'amplifiait une collaboration étroite entre le musicologue grégorien et l'enseignante distinguée.

#### Collaborations étroites
En 1922, Dom Mocquereau traversa de nouveau l'Océan atlantique, afin de participer aux premières sessions estivales auprès de l'Institut Pie X à New York, fondé par Justine Ward en 1916. Elle avait déjà obtenu l'autorisation de l'abbé Cozien en 1921. En raison de sa santé affaiblie, dom Desrocquettes l'accompagnait. Cette visite et ses cours grégoriens était effectivement soutenus, à nouveau, par le cardinal-archevêque de New York, Hayes, qui était en présence. Cet enseignement en faveur du chant grégorien fut évolué, en tant que création de la Dom Mocquereau Schola Cantorum Fondation à Washington en 1929, quoique le musicologue de Solesmes lui demandât d'adopter le nom de Dom Prosper Guéranger. D'ailleurs, il recevait toujours des groupes américains à Solesmes, jusqu'à son décès. Ainsi, Justine Ward y accompagna des élèves de l'Institut Pie-X en 1928.
Dom Mocquereau avait en fait le plaisir d'accueillir son disciple à Solesmes, chaque année, entre 1923 et 1928.
Justine Ward était également financier des projets de Dom Micquereau. Par exemple, elle avait financé la publication du deuxième et dernier tome de deuxième série monumentale de la Paléographie musicale en 1924. Il s'agissait d'un des manuscrits les plus importants du chant grégorien, Cantatorium de Saint-Gall en fac-simile. Mais surtout, la publication du Nombre musical grégorien en 1927 avait été réalisée grâce à un soutien considérable de la fondation de Ward à Washington. Même après la mort de son professeur, elle n'oublia jamais ses enseignements si spirituels. En 1933, à la mémoire de celui-ci, elle octroya deux orgues, un à Solesmes, un autre à l'Institut pontifical de musique sacrée. Sa praque à Rome indiquait :

« Pio XI Pont. Max. A.D. MCMXXXIII Municientia J.B. Ward In memoriam A. Mocquereau, O.S.B.. »

### Publication duNombre musical grégorien ou rythmique grégorienne
Comme les études de Dom Mocquereau étaient présentées dans sa propre revue Paléographie musicale ainsi que la Revue grégorienne, ce musicologue publia peu de livres. Le nombre musical grégorien ou rythmique grégorienne, théorie et pratique demeurait donc l'exception, mais exception importante.
Lorsque le tome I fut sorti en 1908, le Saint-Siège, notamment la commission pontificale de l'Édition Vaticane dirigée par Dom Joseph Pothier, n'admettait pas encore les signes rythmiques. La reproduction de l'Édition avec ces signes ne fut autorisée qu'en avril 1911, grâce à une collaboration de Norbert-Georges-Pierre Rousseau. C'est la raison pour laquelle le musicologue de Solesmes devait publier cette œuvre.

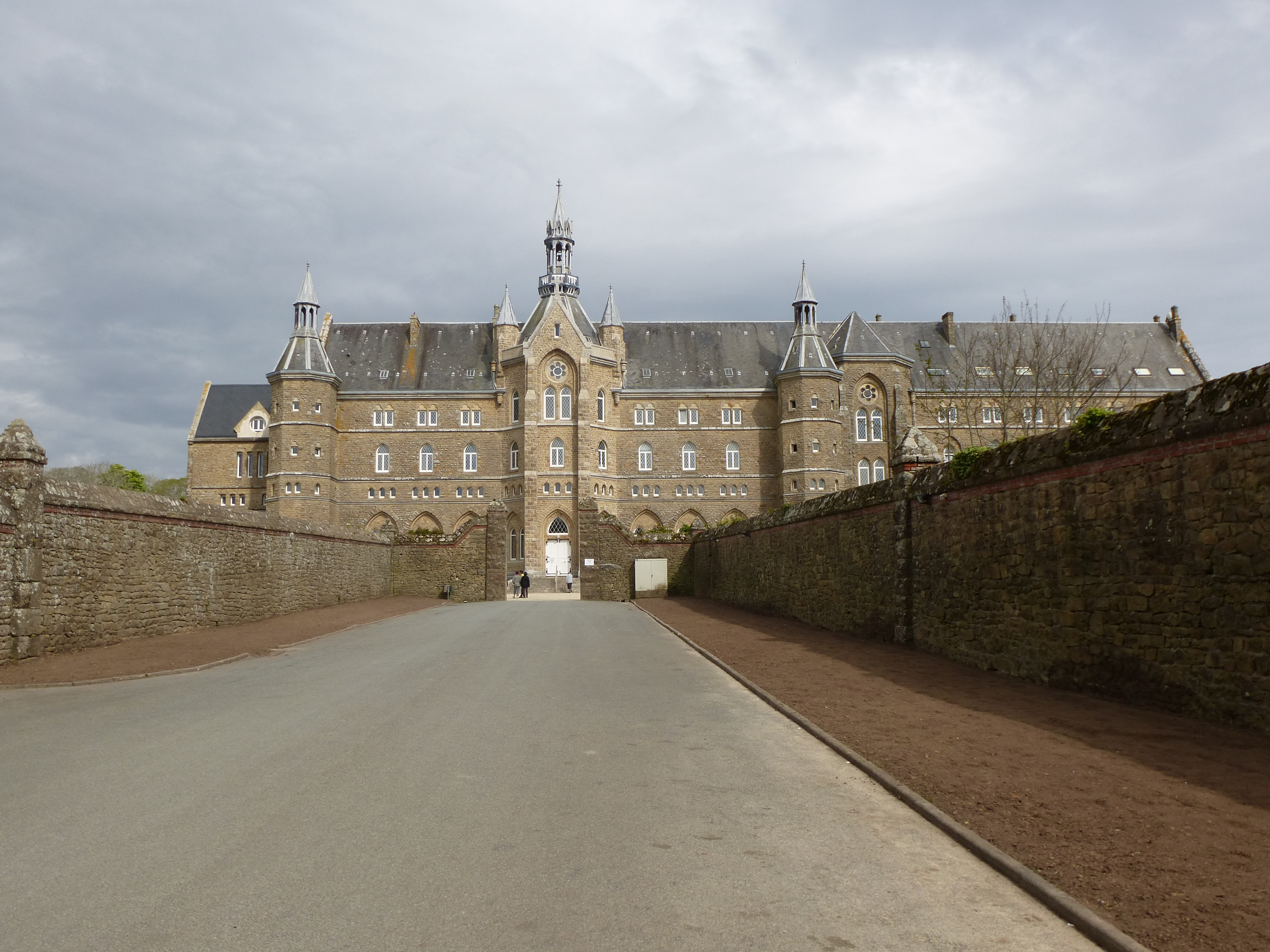
Dom Mocquereau trouva encore de meilleures collaboratrices auprès de l'abbaye de Kergonan.

La publication du tome II était déjà prévue lors de celle du tome I. Toutefois, l'exil en Angleterre retarda considérablement sa publication. Celle-ci eut finalement lieu en 1927, après la rentrée et avant le décès de l'auteur.
Énorme avancement. Le tome II compte 855 pages. Mais en fait, plus de paragraphes étaient préparés. Dom Mocquereau précisait, dans la préface, qu'il lui fallait omettre quelques chapitres, afin d'éviter un livre trop grand. L'effacement avait été effectué, en profitant de plusieurs articles dans la Paléographie musicale, déjà publiés. Donc, ce livre était principalement destiné à ceux qui lisaient la revue Paléographie.
En tant que collaboratrice, une moniale auprès de l'abbaye Saint-Michel de Kergonan, qui voulait rester anonyme, avait préparé tous les dessins chromiques (graphies cursives), indispensables pour la théorie de Dom Mocquereau. Dans cette optique, elle était toujours autorisée, par son abbesse, de se consacrer à ces travaux en tout temps possible. D'autres sœurs aussi avaient préparé quelques tableaux analytiques requis. Si Dom Mocquereau n'avait pas obtenu cette collaboration, la publication aurait été retardée.

### Décès, succession
Son âge avancé, dom Mocquereau songeait à son successeur. En 1914, dom Joseph Gajard fut choisi et notamment nommé maître de chœur, dorénavant en fonction. Le directeur de l'atelier restant soutenait la rédaction de son Antiphonale monasticum (1934) en préparation.
André Mocquereau décéda à Solesmes le 18 janvier 1930.
Lors de son trépas, il préparait la publication des tome XIV et XV de la Paléographie musicale. Le volume XIV fut complété par dom René-Jean Hesbert.

## Ses contributions
Sa théorie, rythmique grégorienne, possédait une influence considérable sur la pratique du chant grégorien, jusqu'à ce que la sémiologie grégorienne établisse correctement la nature propre de ce chant. Ainsi, depuis 1997, même la réimpression du Liber usualis de version 1953 était disponible.
Si cette théorie devint fausse de nos jours, un grand nombre de ses études grégoriennes demeurent toujours précieuses, tels ses articles concernant le neume liquescent, le Credo I :
- Neumes-accents liquescents ou semi-vocaux (Paléographie musicale, tome II, p. 37 - 86, 1891) [lire en ligne]
- Le chant « authentique » du Credo selon l'Édition Vaticane (Paléographie musicale, tome X, p. 90 - 176, 1909) [lire en ligne]

Il faut remarquer surtout la première optique de la Paléographie musicale dans l'histoire de la restauration. Si Dom André Mocquereau n'avait pas créé cette revue, l'abbaye Saint-Pierre de Solesmes n'aurait jamais fait cesser l'usage de l'édition néo-médicéenne au sein du Vatican. En effet, la publication du Liber gradualis en 1883 n'était pas capable de bouleverser la circonstance.
S'il n'était autre que ce qui découvrit les premiers livres du  chant vieux-romain, cette découverte contribua, à partir de 1950, à évoluer les études des chants liturgiques avant le chant grégorien. Ainsi, inspiré par le Media vita in morte sumus, dom Jean Claire de Solesmes trouva un grand nombre d'indices avec les manuscrits assemblés à l'atelier de Solesmes, tel le trait. À savoir, le musicologue Mocquereau avait ouvert la porte en faveur des chants liturgiques plus anciens.

## Publications
- 1908 : Le Nombre musical grégorien ou rythmique grégorienne — théorie et pratique —, tome I, Société de Saint-Jean-l'Évangéliste ainsi que Desclée & Cie, Rome et Tournai, 430 p. [lire en ligne]
- 1927 : Le Nombre musical grégorien ou rythmique grégorienne, théorie et pratique, tome II, Desclée, Paris, 855 p.